# Міс Лемон
Міс Фелисіті Лемон (англ. Miss Felicity Lemon) — літературний персонаж творів Агати Крісті, секретар Еркюля Пуаро — детектива-бельгійця, вигаданого Агатою Крісті.
Допомагає Пуаро розслідувати справи.

## Характер
Автор так описує цю жінку: «Кожному, хто вперше бачив міс Лемон, могло здатися, що вона складається винятково з гострих кутів, що, втім, цілком улаштовувало Пуаро, у всьому люблячи геометричну точність… Місье Пуаро просто забував, що вона жінка. Для нього це була бездоганно працююча машина. І дійсно, міс Лемон відрізнялася застрашливою працездатністю. Їй було сорок вісім, і природа милостиво обійшлася з нею, начисто позбавивши всякої уяви».
Але все-таки й вона має маленькі жіночі слабості. За час роботи в Пуаро вона помилилася тільки два рази: допустила помилку під час подій в романі «Гікорі Дікорі Док» і невірно відправила рахунок за електрику. Щоправда, у виправдання міс Лемон можна сказати, що в той час вона була надзвичайно схвильована подіями, що відбувалися з її сестрою.
Вона є експертом практично в усьому і любить систематизувати: «Не в її звичках було міркувати, якщо, зрозуміло, її не просили про це. У ті рідкісні вільні хвилини, що їй випадали, вона воліла обмірковувати, як ще можна поліпшити й без того доведену нею до досконалості систему діловодства. Це був єдиний відпочинок, що вона собі дозволяла» .

## Екранізації
У серіалі «Пуаро Агати Крісті» її роль виконує Полін Моран. Персонаж Полін з'являється з першої серії (див. Список епізодів телесеріалу "Пуаро Агати Крісті").